# 中条村 (新潟県北魚沼郡)
中条村（なかじょうむら）は、かつて新潟県北魚沼郡にあった村。

## 沿革
- 1889年（明治22年）4月1日 - 町村制施行に伴い北魚沼郡親柄村、栗山村、横瀬村、長堀新田、下田村、清本村、金ケ沢村、田中村、宮沢新田が合併し、中条村が発足。
- 1901年（明治34年）11月1日 - 北魚沼郡下条村、小平尾村と合併し、広瀬村となり消滅。